# جوستين موراي
جوستين موراي (بالإنجليزية: Heath Murray)‏ هو لاعب كرة قاعدة أمريكي، ولد في 19 أبريل 1973 في تروي في الولايات المتحدة.

## وصلات خارجية
- جوستين موراي على موقعبيزبول رفرنس.كوم (الدوري الرئيسي) (الإنجليزية)
- جوستين موراي على موقعبيزبول رفرنس.كوم (الدوري الثانوي) (الإنجليزية)